# Hotel Transilvania 3: Monștrii în vacanță
Hotel Transylvania 3: Monștrii în vacanță cunoscut ca și Hotel Transilvania 3 este un film de animație din 2018, produs de Columbia Pictures, Sony Pictures Animation și MRC și distribuit de Sony Pictures Releasing. Este al treilea film al francizei Hotel Transilvania, după Hotel Transilvania și Hotel Transilvania 2, fiind de asemenea regizat de Genndy Tartakovsky, scris de Tartakovsky și  Michael McCullers, aducându-i laolaltă ca voci ale personajelor pe  Adam Sandler, Andy Samberg, Selena Gomez, Kevin James, David Spade, Steve Buscemi, Keegan-Michael Key, Molly Shannon, Fran Drescher și pe cântărețul pop Joe Jonas. 

## Distribuție
- Adam Sandler - Dracula
- Andy Samberg - Johnny
- Selena Gomez - Mavis
- Kevin James - Frankenstein
- David Spade - Omul Invizibil
- Steve Buscemi - Wayne: Un vârcolac
- Keegan-Michael Key - Murray: O mumie antică
- Molly Shannon - Wanda: soția vârcolac a lui Wayne.
- Fran Drescher - Eunice: soția lui Frankenstein
- Kathryn Hahn - Ericka
- Jim Gaffigan - Van Helsing
- Mel Brooks - Vlad
- Asher Blinkoff - Dennis
- Sadie Sandler - Winnie
- Genndy Tartakovsky - Blobby: A green blob monster.[10] La Hotel Transylvania 2 vocea a fost asigurată de Jonny Solomon.
- Chrissy Teigen - Crystal
- Joe Jonas - Kraken
- Tara Strong - Frankenlady
- Chris Parnell - Stan
- Joe Whyte - Tinkles
- Aaron LaPlante - Gremlinii

## Dublajul în limba română
În limba română, alegerea surpriză a distribuitorului este cântărețul Keo care îi asigură vocea personajului Kraken, care va întâmpina gașca de monștrii în vacanța lor monstruoasă, fiind gardianul Atlantidei, imperiul de mult dispărut.
Au interpretat:'
- Claudiu Bleonț- Dracula [12]

- Cristi Neacșu - Johnny
- Tamara Roman - Mavis
- Marius Chivu - Frankenstein
- Lucian Ifrim - Griffin
- Gabriel Spahiu - Wayne
- Gabriel Costin - Murray
- Annemary Ziegler - Wanda
- Anca Oprișan - Eunice
- Adina Lucaciu - Erika
- Răzvan Hîncu - Van Helsing
- Mihai Niculescu - Vlad
- Matei Tiron- Micșunescu - Dennis
- Keo - Kraken
- Bogdan Tudor - Stan Omul Pește
- George Morcov - Gremlin

Dublajul realizat în studiourile: Ager Film